# Rick Pearson
Richard "Rick" Pearson (født 1961 i Minneapolis, Minnesota) er en amerikansk filmklipper, producer og instruktør bedst kendt for sit arbejde på bl.a. James Bond-filmen Quantum of Solace (2008) og United 93 (2006), for hvilken han modtog en BAFTA Award.

## Udvalgt filmografi
- Quantum of Solace (2008)
- Get Smart (2008)
- Blades of Glory (2007)
- United 93 (2006)
- Rent (film) (2006)
- The Bourne Supremacy (2004)
- Men in Black II (2002)
- Bowfinger (1999)